# Hanni Beronius
Hanni Beronius, född 21 januari 1990, är en svensk skönhetsdrottning som blev krönt till Miss Universe Sweden under 2012. Beronius representerade Sverige i Miss Universum i december 2012.  Hennes far är svensk och hennes mor växte upp i Iran som dotter till en svensk mor och en persisk far. Beronius bor i Kungsbacka. Hon är den första svenska deltagaren i Miss Universe med persisk bakgrund. Den 28 november 2012 figurerade Hanni Beronius som omslagsmodell i en editorial i Washingtontidningen 'the Georgetowner'.